# Theodoros Zagorakis
Theodoros "Theo" Zagorakis - em grego: Θεόδωρος "Θοδωρής" Ζαγοράκης, (Kavala, 27 de outubro de 1971) é um ex-futebolista e político grego.

## Carreira

### Clubes
Iniciou a carreira em 1988, com apenas 16 anos, atuando pelo Athlitikos Omilos KavalaKavala. Foi também neste clube que Zisis Vryzas, grande amigo de Zagorakis, iniciara sua trajetória nos gramados.
Foram 114 jogos e seis gols marcados com a camisa dos Argonautas, desempenho suficiente para que o PAOK contratasse o meio-campista, em 1993. Iniciara-se uma relação entre Zagorakis e o clube de Salónica, onde atuaria até 1998. Neste ano, transfere-se para o Leicester City, mas não teve um desempenho tão convincente quanto nos tempos de Kavala e PAOK (em 2 temporadas, foram 50 jogos e 3 gols marcados).
Zagorakis retornou à Grécia em 2000, para defender o AEK Atenas. Foi um dos principais nomes dos Dikefalos entre 2000 e 2004, atuando em 101 partidas e marcando quatro gols. Isso fez com que o Bologna o contratasse em julho de 2004, pouco tempo depois da final da Eurocopa do mesmo ano.
Chegou ao clube italiano com status de campeão europeu, mas jogou apenas uma temporada (32 partidas, sem marcar nenhum gol), retornando à Grécia em 2005, novamente para defender o PAOK.
Sua recepção no Aeroporto de Salônica levou 7.000 torcedores. A volta de Theo ao PAOK coincidia com um período muito agitado no clube, que vivia problemas financeiros e administrativos. Em 2007, depois de ter alcançado a marca de 451 partidas, encerrou sua carreira de jogador no Jogo das Estrelas da Primeira Divisão grega, realizado no dia 28 de maio. Em junho, Zagorakis foi eleito novo presidente do PAOK.
Porém, em outubro de 2009, o ex-volante surpreendeu ao anunciar sua saída da presidência do time, dando lugar a seu amigo Vryzas. Zagorakis alegou problemas pessoais, além dos violentos confrontos entre torcedores do time e do rival Aris durante partida de um jogo sub-21 pela Taça da Grécia.

## Seleção

### Euro 2004
O ano de 2004 foi o ponto alto da carreira de Zagorakis. Naquela época, foi o capitão da seleção de futebol da Grécia, que bateu Portugal na final da Eurocopa. Além de ter ajudado o selecionado na conquista inédita, Zagorakis ganhou o prêmio de melhor jogador do torneio pela Uefa. Sua atuação no campeonato também lhe rendeu indicações para a disputa de melhor do mundo (pela Fifa, mas terminou na 17ª colocação) e de melhor jogador europeu do ano (pela Uefa, terminou em 5º lugar).
Sua primeira aparição no time nacional havia acontecido dez anos antes, 1994, quando estreou na seleção contra as Ilhas Faroe. Seu primeiro gol vestindo a camisa grega, no entanto, só foi marcado em 2006, nas eliminatórias para a Copa do Mundo da Alemanha, em partida contra a Dinamarca.
No total, Zagorakis defendeu sua seleção 120 vezes, completando seu 100º jogo pelo time nacional em 17 de novembro de 2004, contra o Cazaquistão. Foi o jogador que mais vezes atuou como capitão da seleção e que mais completou partidas consecutivas pela seleção grega (57).

## Carreira política
Em 2014, Zagorakis lançou-se na carreira política ao disputar uma cadeira no Parlamento Europeu, pelo partido Nova Democracia.

## Títulos
Leicester City
Copa da liga inglesa: 1999-00

AEK Atenas
Copa da Grécia: 2001-02

Grécia
Eurocopa: 2004

## Individuais
Eurocopa de 2004 : equipa da competição 
Eurocopa de 2004 : jogador da competição